# بالاتون‌سپزد
بالاتون‌سپزد (به مجاری: Balatonszepezd) یک شهرداری در مجارستان است که در ناحیه بالاتون‌فورد واقع شده‌است. بالاتون‌سپزد ۲۵٫۰۶ کیلومتر مربع مساحت و ۴۲۵ نفر جمعیت دارد.